# Soukhoï Su-2
Le Soukhoï Su-2 était un bombardier léger soviétique utilisé dans les premières phases de la Seconde Guerre mondiale construit par le constructeur d'avions militaires soviétiques Soukhoï. Il a été le premier avion conçu par Pavel Soukhoï. La conception du moteur et de l'armement ont été améliorés et l'avion a été modifié pour le rôle d'attaque au sol.

## Développement
En 1936, Joseph Staline a publié une exigence pour un avion de combat polyvalent. Cet avion devait être capable d'effectuer des reconnaissances et ensuite attaquer les cibles qu'il trouvait. P. O. Sukhoi a travaillé dans un OKB (en russe : Опытное Конструкторское Бюроde, « Bureau d’études expérimental ») de l'entreprise Tupolev à l'époque et a conçu l'avion Ivanov (nom de code) sous la tutelle d'Andreï Tupolev. Le résultat a permis d'obtenir l'ANT-51 qui a volé le 25 août 1937 avec Mikhail Gromov aux commandes. Propulsé par un moteur en étoile Chvetsov M-62 de 610 kW (820 ch) refroidi par air, l'ANT-51 a atteint 403 km/h à 4 700 m. Ceci a été jugé insuffisant mais, cependant, la conception de base était solide. Il a été décidé de re-tester l'avion avec un moteur plus puissant. Équipé d'un moteur Toumanski M-87 de 746 kW (1 000 ch), l'ANT-51 a atteint 468 km/h à 5 600 m et a été accepté en production comme BB-1 (Blizhniy Bombardirovschik ; russe: Ближний Бомбардировщик – bombardier à courte portée). En 1940, l'avion a été rebaptisé Su-2 et le moteur M-87 a été remplacé par un Toumanski M-88.
Le Su-2 était de construction mixte. Le fuselage était semi-monocoque avec des longerons en bois contreplaqués et les ailes étaient en duralumin. Le pilote et le mitrailleur étaient protégés avec 9 mm de blindage. Le train d'atterrissage était rétractable, y compris la roulette de queue.

## Historique
Bien que plus de 800 Su-2 et Su-4 aient été construits, l'avion s'est avéré obsolète et insuffisamment armé au début de la Seconde Guerre mondiale. Il a été rapidement remplacé par les bombardiers Iliouchine Il-2, Petliakov Pe-2 et Tupolev Tu-2. Depuis la version allégée avec un moteur M-88B, les avions ont atteint 512 km/h dans les tests, et certains Su-2 ont été utilisés en urgence au moment de l'ouverture du Front de l'Est, en raison des lourdes pertes de l'armée de l'air soviétique et d'une pénurie d'avions. A la mi-42, plus d'une centaine de Su-2 fût vendu à la Chine pour l'aider à lutter contre le Japon !

## Utilisateurs
- Armée de l'air soviétique
- Armée de la république de Chine
- Armée populaire de libération

## Documentaire
Le bombardier léger Soukhoï Su-2.
URSS, 14 octobre 1941.
Союзкиножурнал, выпуск № 100 от 14 октября 1941 года